# Paul Anderson (futbolista)
Paul Anderson (Liverpool, Inglaterra, 23 de julio de 1988) es un exfutbolista inglés. Jugaba de mediocampista y su actual equipo es el Mansfield Town de a la Football League Two de Inglaterra.

## Trayectoria

### Liverpool
El 11 de noviembre de 2005 la página web oficial del Liverpool anunció un intercambio de su jugador John Welsh por Paul Anderson, jugador del Hull City A.F.C.
Su rendimiento en el equipo de menores de 18 años del Liverpool fue regular ganando la FA Youth Cup en 2006. Algunos lo compararon con Michael Owen.
En marzo de 2006 consiguió entrar por primera vez en la lista del primer equipo para el partido de dieciseisavos de final de la Champions League contra el Benfica. Pero su debut oficial no llegaría hasta el 15 de julio de 2006 en un amistoso de pretemporada contra el Wrexham, partido en el que Anderson marcó un gol.
El 1 de julio de 2008, justo antes de su cesión al Nottingham Forest, Anderson firmó un nuevo contrato por 3 años.

### Swansea City
Anderson jugó la League One con el Swansea City como cedido para la temporada 2007-2008.  La buena temporada de Anderson fue recompensada al recibir el título de Mejor Jugador Joven del Año del Swansea tras marcar 10 goles en todas las competiciones.

### Nottingham Forest
El 26 de junio de 2008 se hico pública su cesión al Nottingham Forest.
En mayo de 2009, el Liverpool aceptó una oferta del Swansea, pero tras la salida del jefe del club, Roberto Martínez, el jugador pagó su libertad por £250,000 el 30 de junio de 2009.
Con 20 años de edad firmó entonces por tres temporadas por el Nottingham.

### Mansfield Town
El 16 de mayo de 2017, Anderson fichó por el Mansfield Town.

## Clubes
| Club              | País       | Año             |
| ----------------- | ---------- | --------------- |
| Swansea City      | Gales      | 2007-2008       |
| Nottingham Forest | Inglaterra | 2008-2012       |
| Bristol City      | Inglaterra | 2012-2013       |
| Ipswich Town      | Inglaterra | 2013-2015       |
| Bradford City     | Inglaterra | 2015-2016       |
| Northampton Town  | Inglaterra | 2016-2017       |
| Mansfield Town    | Inglaterra | 2017 - presente |

## Palmarés

### Campeonatos nacionales
| Título              | Club         | País       | Año  |
| ------------------- | ------------ | ---------- | ---- |
| Football League One | Swansea City | Inglaterra | 2008 |